# Inferno d'acqua
Inferno d'acqua (Terror in the Mall) è un film per la televisione statunitense del 1998 diretto da Norberto Barba.

## Trama
Un gruppo di persone si ritrovano intrappolati all'interno di un centro commerciale in seguito a una violenta alluvione. La situazione viene complicata dalla presenza di un criminale ricercato dalla polizia, che tenta di mettersi in salvo insieme alla gente presa in ostaggio.